# Ugo Rasetto
Ugo Rasetto, conosciuto anche come Ugo Rasetti (Torino, 26 maggio 1903 – 27 maggio 1987), è stato un calciatore italiano, di ruolo difensore.

## Carriera
Tra il 1922 e il 1924 ha militato nella Settimese, nel campionato di Terza Divisione. Nell'autunno 1924, messo in lista di trasferimento, si trasferì alla Juventus, con cui debuttò nel campionato di Prima Divisione: fece il suo esordio contro il Derthona il 12 luglio 1925, nella vittoria dei bianconeri per 2-1. La sua seconda ed ultima partita fu nella stagione successiva contro la Reggiana, il 27 giugno 1926.
Dopo un passaggio nel Gruppo Sportivo Lancia di Torino, nella stagione 1927-1928 fu acquistato dall'Alessandria, tornando a giocare nella massima divisione. Rimase in forza ai grigi piemontesi per due annate, collezionando complessivamente 16 presenze in campionato. Nel 1929 venne posto in lista di trasferimento.

## Statistiche

### Presenze e reti nei club
| Stagione           | Squadra            | Campionato | Campionato | Campionato |
| Stagione           | Squadra            | Comp       | Pres       | Reti       |
| ------------------ | ------------------ | ---------- | ---------- | ---------- |
| 1924-1925          | Juventus           | PD         | 1          | 0          |
| 1925-1926          | Juventus           | PD         | 1          | 0          |
| Totale Juventus    | Totale Juventus    |            | 2          | 0          |
| 1927-1928          | Alessandria        | DN         | 9          | 0          |
| 1928-1929          | Alessandria        | DN         | 7          | 0          |
| Totale Alessandria | Totale Alessandria |            | 16         | 0          |
| Totale carriera    | Totale carriera    |            | 18+        | 0+         |

## Palmarès
- Campionato italiano: 1

Juventus: 1925-1926